# Лейкократові гірські породи

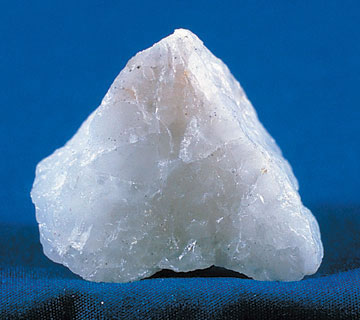
Кварц.

Лейкократові гірські породи (рос. лейкократовые горные породы, англ. leucocratic rocks, нім. leukokratische Gesteine n pl) — магматичні гірські породи, що складаються в основному із світлозафарбованих або безбарвних мінералів (польові шпати, кварц тощо); в більш вузькому розумінні гірські породи, збіднені темноколірними мінералами в порівнянні з нормальним або середнім типом відповідної породи. Лейкократові гірські породи протиставляються меланократовим гірським породам збагаченим темноколірними мінералами. Лейкократовість гірських порід визначається за величиною колірного індексу (М1). До лейкократових гірських порід віднесені породи з М1 = 0 — 35.